# PLL numérique
Une PLL numérique est une boucle à verrouillage de phase dont tous les éléments internes sont à base de circuits numériques. Il n'y a pas de composants passifs. Son terme anglophone est ADPLL (All Digital Phase-Locked Loop).
Les qualités de la PLL numérique sont :
- son extrême petite taille sur silicium qui la rend particulièrement compétitive pour un grand nombre d'applications numériques ;
- dans le cadre des réductions de taille des circuits intégrés, la PLL numérique est très facile à synthétiser, contrairement à la PLL mixte et à la PLL analogique, où un travail important de développement doit être effectué à chaque fois.

Actuellement, les PLL numériques peuvent générer des horloges du MHz à plusieurs GHz. Les derniers progrès réalisés dans le domaine des algorithmes numériques permettent de produire des PLL numériques avec une qualité de bruit de phase respectable (-100 dBc / Hz à 10 kHz pour 4 GHz de sortie par exemple / en date de février 2007). Ces derniers progrès pourraient le rendre compétitif par rapport à la PLL mixte par exemple.
Pour des systèmes qui nécessitent des horloges très peu bruitées, il sera alors nécessaire de développer une PLL mixte ou RF.

## Composition d'une PLL numérique
- Un comparateur de phase
- Un filtre numérique
- Un oscillateur contrôlé par entrée numérique (DCO)
- Un diviseur
- Un modulateur sigma-delta